# Шри Ланка
Шри Ланка (транслит. ; транслит. ; такође и Сри Ланка), званично Демократска Социјалистичка Република Шри Ланка, до 1972. Цејлон, острвска је држава у јужној Азији. Северозападно од Шри Ланке налази се Индија а југозападно је Малдивски архипелаг.
Писана историја Шри Ланке дужа је од 3.000 година али постоје и теорије да су на овом острву постојале преисторијске људске насеобине пре 125.000 година. Захваљујући свом географском положају и обали погодној за изградњу лука имала је велики стратешки значај од древног Пута свиле до Другог светског рата.
Шри Ланка је мултикултурна земља, у којој се среће мноштво религија, народа и језика. У њој живе Синхалези, шриланчански и индијски Тамили, Маври, Бургери, Малајци, Кафири и домородачки народ Веда. На острву је присутно богато будистичко наслеђе а најстарији будистички спис у Шри Ланки је Палијски канон настао 29. године пре нове ере. Новију историју земље обележио је тридесетогодишњи грађански рат завршен 2009. године победом владиних снага над организацијом Ослободилачки тигрови тамилског илама.
По друштвеном уређењу Шри Ланка је унитарна република са председничким системом. Законодавна власт је смештена у Шри Џајаварденепура Котеу, предграђу пословног средишта и највећег града у држави Коломба. Шри Ланка је значајан произвођач чаја, кафе, драгуља, кокоса, гуме и цимета. Острво обилује тропским шумама и разноврсним крајоликом са богатом флором и фауном.
Шри Ланка има дугу историју у међународној сарадњи, као оснивач Јужноазијске асоцијације за регионалну сарадњу и једна од чланица Уједињених нација, Комонвелта, Г77 и Покрета несврстаних. Једина је земља у јужној Азији која има висок индекс хуманог развоја.

## Историја
Острво Цејлон стари географи су познавали под називом Тапробане (од санскритског Тамрапани), те Салике или Серинда (из санскритског Синхаладнипа тј. „острво лавова”)
Претпоставља се да су се данас већински Синхалези доселили на Шри Ланку при крају 6. века п. н. е. Након што је у 3. веку п. н. е. из Индије увезен будизам настале су значајне цивилизације са средиштима Анурадапури (између 200. године п. н. е. и 1000. п. н. е) и Полонаруви (између 1070. и 1200.)
На острво су се с индијског копна доселили и Тамили који су се настанили углавном на северу и дуж обала. Број досељеника и вријеме миграције још увек су предмет расправе. Синхалези и Тамили повремено су се сукобљавали око превласти на отоку.
У средњем веку су га описали Марко Поло и Ибн Батута.
Први европски колонизатори, Португалци дошли су 1505. и основали град Коломбо. Касније су дошли и Холанђани у 17. веку, али су се ограничили на заузимање обалних подручја, а унутрашњост је остала углавном независна са главним градом у Кандију. Сукоб Португалаца и Холанђана завршио је 1658. у корист Холанђана. Ширење британског царства и моћи у Индији довело је до првих сукоба Британаца и Холанђана, али Холанђани су успели да се одрже до краја 18. века. Кад је Холандију освојила Француска и претворила је у Батавијску републику (1795. године), Британци су кренули у општи напад на холандске колоније и освојили их 1796. године, чиме је острво постало дијелом Британског царства. Миром у Амјену такво стање је потврђено.
Након независности доминантну улогу у политици земље имала је синхалешка већина, која је укинула енглески језик као службени, те прогласила синхалешки јединим службеним језиком, иако њиме не говори скоро трећина становништва острва, што је довело до незадовољства Тамила и њихове отворене побуне 1983. године, под вођством герилске групе Тамилских тигрова.
Дана 19. маја 2009. године, председник Шри Ланке службено је потврдио крај побуне и победу војске Шри Ланке.
Шри Ланка је једна од земаља најтеже погођених великим цунамијем у децембру 2004. Погинуло је више од 30.000 људи.

## Географија

### Положај
Површина државе износи 65.610 km².

### Геологија и рељеф
Шри Ланка се налази на Индијској тектонској плочи, унутар Индо-аустралијске плоче. Смештена је југозападно од Бенгалског залива, између 5. и 10. степена СГШ и 79. и 82. степена ИГД. Од Индијског потконтинента одвојена је заливом Манар и мореузом Палк. Према хинду митологији некада је ово острво земљоузом било повезано са Индијом. Земљоуз је наводно било могуће препешачити све до 1480. године када су циклони продубили канал.
Острвом преовлађују равне и благо заталасане равнице, са планинама које се уздижу само у средини јужног дела. Највиша тачка је Пидурталагала, висине 2.524 метра.
Острво је богато минералима као што су илменит, фелдспат, графит, силицијум-диоксид, каолинит, лискун, и торијум. У заливу Манар откривене су значајне количине нафте и гаса.

### Воде
На Шри Ланки постоје 103 реке. Најдужа је Махавели, дуга 335 km. На овим рекама постоји 51 водопад већи од 10 m. Највиши је водопад Бамбарканда, висок 263 метра. Обала Шри Ланке дуга је 1.585 km. Шри Ланка полаже право на ексклузивни привредни појас у дубини од 200 наутичких миља од обале, што је 6,7 пута веће од површине самог острва.

### Клима
Клима је тропска и топла, захваљујући утицају ветрова са океана. Просечна температура се креће од 17 °C на средишњој висоравни, где зими током неколико дана може да дође до појаве мраза, до максималним 33 °C у осталим областима на нижој надморској висини. Просечна годишња температура се креће од 28 до скоро 31 °C. Разлика између дневне и ноћне температуре може да износи од 14 до 18 °C.
На падавине највише утичу монсуни са Индијског океана и Бенгалског залива. У сувој зони и на неким од падина у приветрини на средишњој висоравни падне око 2.500 литара кише сваког месеца али на падине у заветрини на истоку и на североистоку падне веома мало кише. Највећи део истока, југоистока, и севера земље чини суву зону у којој падне између 1200 и 1900 литара кише годишње. Суве северозападне и југоисточне обале имају најмање падавина, од 800 до 1200 литара годишње. С времена на време олује и тропски циклони доносе велику количину падавину југозападним, североисточним и источним деловима острва. У југозападним и планинским областима виша је влажност ваздуха.

### Флора и фауна
У приобаљу Шри Ланке налазе се развијени екосистеми корала и морске траве. На Шри Ланки се налази 45 естуара и 40 лагуна. Захваљујући мангровама, које се пружају на више од 7.000 хектара, ублажене су последице разорног цунамија из 2004. године у Индијском океану.

## Становништво
Највећа етничка заједница на острву су Синхалези, по религији углавном будисти, и они чине 75% становништва. Други по реду су Тамили који говоре тамилским језиком, којих има укупно око 24%, рачунајући Тамиле Хиндусе (што староседеоце, што досељене за време британске владавине) и Мавре (који су посебна група Тамила муслимана) као један народ. Њихове религије су хиндуизам (17% од укупног становништва државе) и ислам (7%).

## Административна подела
Шри Ланка је подељена на девет провинција и двадесет пет дистрикта.
Провинције у Шри Ланки постоје од 19. века, али нису имале правни статус све до 1987. године када су 13. амандманом устава из 1978. успостављена покрајинска већа, након неколико деценија све већих захтева за децентрализацијом власти. Сваки покрајински савет је самосталан орган који није у надлежности ниједног министарства. Неке од његових функција су преузела министарства, одељења, корпорације и статутарни органи централне владе, али надлежност над земљом и полицијом по правилу није дата покрајинским саветима. Између 1989. и 2006. године, северне и источне провинције су привремено спојене у Североисточну провинцију. Пре 1987. године, све административне послове за провинције обављала је државна служба са седиштем у округу која је постојала још од колонијалних времена. Сада сваком покрајином управља директно изабрано покрајинско веће.
| Провинција         | Престоница                           | Површина (km2) | Становништво (2012) | Густина насељености о km2 | Удео провинције у националном GDP (%) (2021) | Индекс просперитетности Шри Ланке (2019) |
| ------------------ | ------------------------------------ | -------------- | ------------------- | ------------------------- | -------------------------------------------- | ---------------------------------------- |
| Централна          | Канди                                | 5,674          | 2,571,557           | 453                       | 10.1                                         | 0.386                                    |
| Источна            | Тринкомали                           | 9,996          | 1,555,510           | 155                       | 5.5                                          | 0.107                                    |
| Северна централнаl | Анурадхапура                         | 10,714         | 1,266,663           | 118                       | 4.9                                          | 0.249                                    |
| Северна            | Џафна                                | 8,884          | 1,061,315           | 119                       | 4.2                                          | 0.373                                    |
| Северозападна      | Курунегала                           | 7,812          | 2,380,861           | 305                       | 11.1                                         | 0.310                                    |
| Сабарагумава       | Ратнапура                            | 4,902          | 1,928,655           | 393                       | 7.3                                          | 0.254                                    |
| Јужна              | Гале                                 | 5,559          | 2,477,285           | 446                       | 9.1                                          | 0.458                                    |
| Ува                | Бадула                               | 8,488          | 1,266,463           | 149                       | 5.2                                          | 0.025                                    |
| Западна            | Коломбо                              | 3,709          | 5,851,130           | 1,578                     | 42.6                                         | 1.615                                    |
| Шри Ланка          | Шри Џајаварденепура Котe and Коломбо | 65,610         | 20,359,439          | 310                       | 100                                          | 0.802                                    |

## Привреда
Главна привреда Шри Ланке је пољопривреда. Гаје се чај, гума, цимет. Шри Ланка је други највећи извозник сушеног кокоса чиме покрива 30% укупног светског извоза. Извозе се чај, гума, кокос, одећа, драго камење, цимет, сушени кокос, цемент и др.
Док производња и извоз чаја, гуме, кафе, шећера и других производа остају важни, индустријализација је повећала значај прераде хране, текстила, телекомуникација и финансија. Главни привредни сектори земље су туризам, извоз чаја, одећа, производња пиринча и други пољопривредни производи. Поред ових привредних сектора, запошљавање у иностранству, посебно на Блиском истоку, значајно доприноси девизном пословању.
Приход по глави становника Шри Ланке се удвостручио од 2005. до 2011. У истом периоду, сиромаштво је пало са 15,2% на 7,6%, стопа незапослености је опала са 7,2% на 4,9%, тржишна капитализација берзе у Коломбу се учетворостручила, а буџетски дефицит се удвостручио. 99% домаћинстава у Шри Ланки је електрифицирано; 93,2% становништва има приступ безбедној води за пиће; а 53,1% има приступ води из цеви. Неједнакост прихода је такође опала последњих година, на шта указује Џини коефицијент од 0,36 у 2010.
У септембру 2021. Шри Ланка је прогласила велику економску кризу. Шеф њене Централне банке поднео је оставку усред кризе. Парламент је прогласио ванредне прописе због кризе, тражећи да се забрани „гомилање хране”.
Туризам, који је привреди обезбедио улаз у страној валути, значајно је опао као резултат текуће пандемије ковида 19.

## Религија
Религија у Шри Ланци (цензус из 2012)
Будизам је највећа и сматра се „званичном религијом“ Шри Ланке у складу са Поглављем II, чланом 9, „Република Шри Ланка ће дати будизму прво место и сходно томе је дужност државе да штити и негује Буда Сасана“. Будисти чине 70,2% становништва Шри Ланке, а већина је претежно из Теравада школе. Већина будиста припада сингалској етничкој групи са мањинским Тамилима. Будизам је у Шри Ланку у 2. веку пре нове ере унео Махинда Маурја. У исто време на Шри Ланку је донета младица Боди дрвета под којом је Буда постигао просветљење. Пали канон који је раније био сачуван као усмена традиција, први пут је био посвећен писању у Шри Ланки око 30. п. н. е. Шри Ланка има најдужу континуирану историју будизма од било које претежно будистичке нације. Током периода опадања религије, монаштво Шри Ланке је оживљена кроз контакт са Тајландом и Бурмом.
Иако хиндуси у Шри Ланки чине верску мањину, хиндуизам је присутан у Шри Ланки најмање од 2. века пре нове ере. Хиндуизам је био доминантна религија на Шри Ланки пре доласка будизма у 3. веку пре нове ере. Будизам је у Шри Ланку унео Махинда, син цара Ашоке, за време владавине краља Деванампије Тисе; Сингалези су прихватили будизам, а Тамили остају Хиндуси у Шри Ланки. Међутим, активности са друге стране мореуза Палков заиста су поставиле могућност за опстанак хиндуизма у Шри Ланки. Шивизам (побожно обожавање Господа Шиве) био је доминантна грана коју су практиковали тамилски народи, тако да је већина традиционалне хиндуистичке храмске архитектуре и филозофије Шри Ланке у великој мери црпила из овог посебног дела хиндуизма.
Ислам је трећа најраспрострањенија религија у земљи. Ислам су у земљу извезли арапски трговци на острво током много векова, почевши од средине или касног 7. века нове ере. Већина следбеника на острву данас су сунити који прате шафијску школу и верује се да су потомци арапских трговаца и локалних жена за које су се венчали.
Хришћанство је стигло у земљу барем у петом веку (а вероватно и у првом), и придобиле шире упориште преко западних колониста који су почели да пристижу почетком 16. века. Око 7,4% становништва Шри Ланке су хришћани, од којих су 82% римокатолици који своје верско наслеђе вуку директно од Португалаца. Тамилски католици приписују своје верско наслеђе светом Франсиску Хавијеру као и португалским мисионарима. Преостали хришћани су равномерно подељени између Англиканске цркве Цејлона и других протестантских деноминација.
У земљи постоји и мала популација зороастријских имиграната из Индије (Парси) који су се населили на Цејлону у периоду британске владавине. Ова заједница се последњих година постепено смањује.
Религија игра значајну улогу у животу и култури Шриланчана. Будистичка већина сваког месеца слави Поја дане према лунарном календару, а хиндуси и муслимани такође поштују своје празнике. У анкети Галупа из 2008. године, Шри Ланка је рангирана као трећа најрелигиознија земља на свету, са 99% Шриланчана који су навели да је религија важан део њиховог свакодневног живота.